# Christian Saydee
Christian Saydee (Hillingdon, Inglaterra, 10 de mayo de 2002) es un futbolista británico. Juega de delantero y su equipo es el Wigan Athletic F. C. de la League One.

## Trayectoria
Comenzó su carrera en el AFC Bournemouth, club donde llegó a los 16 años. En 2020 fue enviado a préstamo al Poole Town F. C. de la séptima división de Inglaterra. Para la temporada 2020-21 fue enviado a préstamo al Weymouth F. C. de la National League.
Debutó con el Bournemouth el 31 de julio de 2021 en la victoria por 5-0 sobre el MK Dons, anotó un gol y dio una asistencia en ese encuentro.
El 31 de enero de 2022 fue enviado a préstamo al Burton Albion F. C. de la League One por el resto de la temporada. Lo mismo sucedió el 1 de septiembre, siendo esta vez el Shrewsbury Town F. C. su destino. Tras esta cesión fue traspasado al Porstmouth F. C., con el que ascendió a la EFL Championship en su primera campaña.
En junio de 2025 fue traspasado al Wigan Athletic F. C. y firmó por tres años.

## Clubes
| Club                               | País       | Año           |
| ---------------------------------- | ---------- | ------------- |
| AFC Bournemouth                    | Inglaterra | 2019-2023     |
| Poole Town F. C. (a préstamo)      | Inglaterra | 2020          |
| Weymouth F. C. (a préstamo)        | Inglaterra | 2020-2021     |
| Burton Albion F. C. (a préstamo)   | Inglaterra | 2022          |
| Shrewsbury Town F. C. (a préstamo) | Inglaterra | 2022-2023     |
| Portsmouth F. C.                   | Inglaterra | 2023-2025     |
| Wigan Athletic F. C.               | Inglaterra | 2025-presente |